# 淳于国
淳于国，又叫州國，是中国历史上西周和春秋时期的一个诸侯国。
周武王把淳于公分封在山东安丘县东北部，建立了淳于国。
史書亦載「姜姓朝斟灌国」被封在州邑，位置在山东省安丘县，建立了州国。
淳于国的邻国有莱国和纪国。
春秋早期，从河南迁移来的杞国频繁入侵，淳于国国力衰弱，无力抵抗。国君迫不得已逃往外地，前707年（鲁桓公五年）冬，淳于公（《春秋经》作州公）到曹国。他自己估计国家将发生危难，因此没有再回国了。次年春季，淳于公由曹国到鲁国朝见。《春秋经》记载作“实来”，是因为他真正不再回国了。淳于国就此灭亡。
淳于国灭亡之后，杞国迁都于其地，故后世有时也将杞国称为淳于国。

## 同名
另一同名州國，爵位也是公爵。